# Первый триумвират (Аргентина)
Первый триумвират (исп. Primer Triunvirato) — исполнительный орган власти, который заменил Великую хунту в Соединенных провинциях Рио-де-ла-Плата (современная Аргентина). Он начал свою деятельность 23 сентября 1811 года и был заменен 8 октября 1812 года.

## История
Поражение патриотических сил в битве при Уаки (20 июня 1811 года) нанесло окончательный удар по политическому авторитету Великой хунты.
Президент хунты Корнелио Сааведра решил взять на себя ответственность за Северную армию, поэтому он покинул свой пост, чтобы лично возглавить армию. Его уход дал возможность фракции, которая поддерживала либерала Мариано Морено, воспользоваться его отсутствием и попытаться добиться роспуска хунты.
Для осуществления исполнительной власти был выбран Триумвират. Однако этот Триумвират контролировался Junta Conservadora (Консервативной хунтой), состоявшей из членов недавно распущенной Хунты.
Действия её членов были ограничены последовательной борьбой за власть. С этим правительством моренисты успешно нейтрализовали свою оппозицию, но внутренняя борьба, угроза вторжения из Бразилии и военные злоключения Мануэля Бельграно на севере подорвали их власть.
Хосе де Сан-Мартин, с членами Logia Lautaro (ложа Лаутаро) и Sociedad Patriótica (патриотическое общество), которое было сформировано моренистами, совпали в предоставлении привилегии организации освободительной армии и провозглашении независимости. Именно тогда произошло падение членов Триумвирата и возвращение к линии действий, навязанной Обществом. Ложа Лаутаро, с другой стороны, мобилизовала свои войска, а Патриотическое общество вернулось к публичным петициям и мобилизации населения.
Затем триумвират был заменен Вторым триумвиратом.

## Участники
- Фелисиано Чиклана, Хуан Хосе Пасо и Мануэль де Сарратеа.
- Секретари без права голоса: Бернардино Ривадавия, Хосе Хулиан Перес и Висенте Лопес-и-Планес.

| Первоначальные члены Первого триумвирата - Мануэль де Сарратеа (1774–1849) - Хуан Хосе Пасо (1758–1833) - Фелисиано Чиклана (1761–1826) - Хуан Мартин де Пуэйрредон (1777–1850) (заменил Хуана Пасо) |